# Micrasema prokne
Micrasema prokne är en nattsländeart som beskrevs av Malicky 2000. Micrasema prokne ingår i släktet Micrasema och familjen bäcknattsländor. Inga underarter finns listade i Catalogue of Life.